# Blackpink
Blackpink (кор. 블랙핑크 Пллэкпхинкх; ром.: Beullaegpingkeu; яп. ブラックピンク; ром.: Burakkupinku; обычно стилизуется как BLɅϽKPIИK, в СМИ также встречаются наименования BLACKPINK и BlackPink) — южнокорейская гёрл-группа, сформированная в 2016 году компанией YG Entertainment. Коллектив состоит из четырёх участниц: Джису, Дженни, Розэ и Лисы. Дебют состоялся 8 августа 2016 года с сингловым альбомом Square One.
Blackpink стали первой женской группой YG Entertainment с момента дебюта 2NE1 в 2009 году. Их первые пять синглов были проданы в США в количестве 113 тысяч цифровых копий, а также все их альбомы побывали на вершине чарта цифровых альбомов Billboard; Blackpink заняли наивысшую позицию для женских корейских групп в чарте Social 50; они стали первыми корейскими артистками, попавшими в топ-25 летних песен от YouTube с синглом «As If It’s Your Last».
По состоянию на 2022 год Blackpink является наиболее популярной K-pop-гёрл-группой, чьи альбомы достигли наивысших позиций в Billboard Hot 100 и Billboard 200. Они также являются первой женской K-pop-группой, у которой есть четыре сингла номер один в мировом чарте продаж цифровых песен Billboard. На момент своего выхода «Ddu-Du Ddu-Du» был самым просматриваемым корейским музыкальным видео в первые 24 часа на YouTube, а в январе 2024 года он стал самым просматриваемым музыкальным видео K-pop-группы на веб-сайте. Данную позицию он удерживает до сих пор, среди корейских артистов уступая лишь хиту рэпера Psy, «Gangnam Style». На третьем же месте находится ещё один хит группы «Kill This Love», клип на который являлся самым просматриваемым видео за 24 часа в целом (после этот рекорд побили BTS c хитом «Boy with Luv», после вновь первую строчку заняли BLACKPINK с треком «How You Like That», в дальнейшем их вновь опередили BTS — сначала с треком «Dynamite», а затем с «Permission to Dance»).

## Карьера

### 2016: Дебют соSquare OneиSquare Two

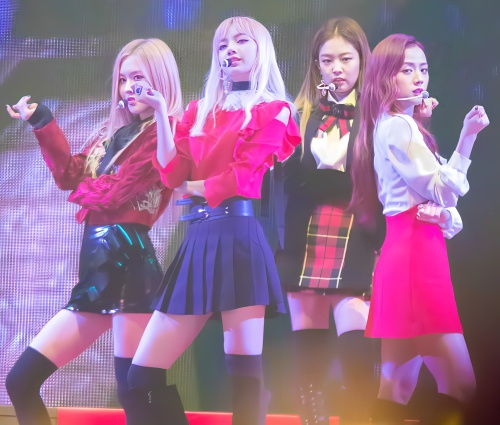
Blackpink на 8th Melon Music Awards 26 ноября 2016.

Впервые о дебюте новой женской группы YG Entertainment стало известно в 2012 году, когда участницы, ещё будучи трейни, принимали участие в видеоклипах и песнях артистов своего агентства, а также участвовали в рекламе. 29 июня 2016 года был объявлен финальный состав и обнародовано название будущего коллектива.
8 августа 2016 года был выпущен дебютный сингловый альбом Square One. Первый заглавный сингл «Whistle» был описан как «минимальный хип-хоп-трек»; был спродюсирован Тедди Паком и Future Bounce, а текст написали Ребекка Джонсон, Тедди Пак и B.I из iKON. Второй сингл «Boombayah» был спродюсирован Тедди и одним из авторов текста стала Ребекка. Режиссёром видеоклипа был Со Хён Сын. Обе песни оккупировали первые две строчки мирового песенного чарта Billboard; Black Pink стали первыми корейскими артистками, достигшими такого результата быстрее всех, и третьими корейскими артистками с таким показателем после PSY и Big Bang. «Whistle» стал № 1 в цифровом, стриминговом, загрузочном и мобильном чартах по итогам августа. На крупнейшей китайской стриминговой платформе QQ Music группа также лидировала. 14 августа состоялась трансляция дебютного выступления Blackpink на Inkigayo. Там они одержали первую победу, тем самым побив рекорд среди женских групп по самому короткому сроку выигрыша музыкального шоу с момента дебюта. Промоушен Square One официально завершился 11 сентября.
1 ноября состоялся релиз второго синглового альбома Square Two. Синглы «Playing With Fire» и «Stay» были спродюсированы Тедди Паком с R.Tee и Со Вон Джином. 6 ноября они выступили на Inkigayo, а 10 ноября на M! Countdown. «Playing With Fire» стал вторым синглом, достигшим вершины мирового синглового чарта .В Южной Корее сингл занял 3 место, в то время как «Stay» достигла 10 строчки.
Удачный дебют Blackpink позволил им выиграть номинации «Лучшего новичка» на нескольких музыкальных премиях. Авторитетное издание Billboard также назвало их лучшей новой корейской группой 2016 года.

### 2017: «As If It’s Your Last» и японский дебют
16 мая 2017 года было анонсировано, что Blackpink дебютируют в Японии летом; 20 июля у них состоялся шоукейс в Ниппон Будокан, а выход мини-альбома был запланирован 9 августа. Шоукейс посетило больше 14 тысяч человек, а билеты на него пытались приобрести больше 200 тысяч фанатов. Отрывок музыкального клипа японской версии «Boombayah» впервые был показан на ТВ 17 мая. Затем дата релиза мини-альбома была перенесена на 30 августа.
22 июня был выпущен новый цифровой сингл «As If It's Your Last». Песня была описана как «смесь хауса, регги и мумбатона», что отличалось от привычного стиля группы. В день релиза она дебютировала на вершине цифрового чарта Billboard, став третьим № 1 в карьере Blackpink. Менее чем через 17 часов после релиза видеоклип набрал более 11 миллионов просмотров, что стало рекордом среди корейских групп. «As If It’s Your Last» был вторым самым просматриваемым клипом корейского артиста за первые сутки, уступая лишь «Gentleman» PSY, и данный показатель являлся лучшим среди корейских групп на протяжении двух месяцев.
Blackpink дебютировали в Японии 30 августа с выходом мини-альбома Blackpink. В первую неделю было продано свыше 39 тысяч копий, что позволило альбому стать № 1 в Oricon Albums Chart; Blackpink стали третьей зарубежной группой, достигнувшей данного результата, после t.A.T.u и 2NE1.
3 ноября был опубликован официальный трейлер реалити-шоу BLACKPINK TV.

### 2018: Первое реалити-шоу,BlackpinkиSquare Up

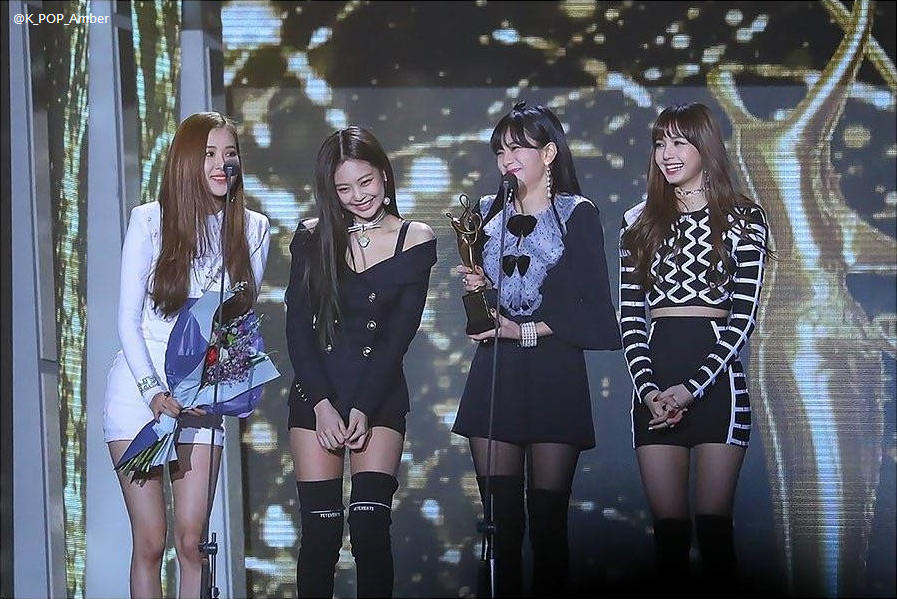
Black Pink на Seoul Music Awards, январь 2018 года

В начале января 2018 года начался показ реалити-шоу BLACKPINK TV. После успешного дебюта в Японии, 28 марта было выпущено переиздание дебютного японского мини-альбома Re:Blackpink. За несколько дней до его выхода Ян Хён Сок поделился информацией о майском камбэке группы в Корее. Однако 16 мая от агентства поступило ещё одно заявление — на этот раз о том, что возвращение состоится уже в середине июня. Также был представлен тизер официального лайтстика.
15 июня состоялся выход первого мини-альбома Square Up. Сингл «뚜두뚜두 (DDU-DU DDU-DU)» установил статус «perfect all-kill», став № 1 в шести ведущих музыкальных чартах Кореи. Видеоклип набрал более 36,2 миллионов просмотров за первые 24 часа, что позволило обновить Blackpink собственный рекорд, ранее поставленный с «As If It’s Your Last». В день камбэка участницы также открыли свои личные аккаунты в Instagram. Square Up дебютировал на 40 месте в Billboard 200, в то время как сингл расположился на 55 позиции в «горячей сотне», и группа установила наивысшие позиции в данных чартах среди всех корейских женских групп.
19 октября состоялась премьера сингла «Kiss and Make Up» Дуа Липы, записанного при участии Blackpink. Песня дебютировала с 93 места в «горячей сотне», что ознаменовало второе попадание группы в данный чарт за один год. В ноябре состоялся анонс сольных проектов каждой участницы, первой дебютировала Дженни с песней «SOLO», следом будет Розэ. Blackpink также подписали контракт с Interscope Records.
5 декабря состоялся релиз первого японского студийного альбома Blackpink In Your Area. В первую неделю было продано более 13 тысяч копий.

### 2019:Kill This Loveи мировой тур

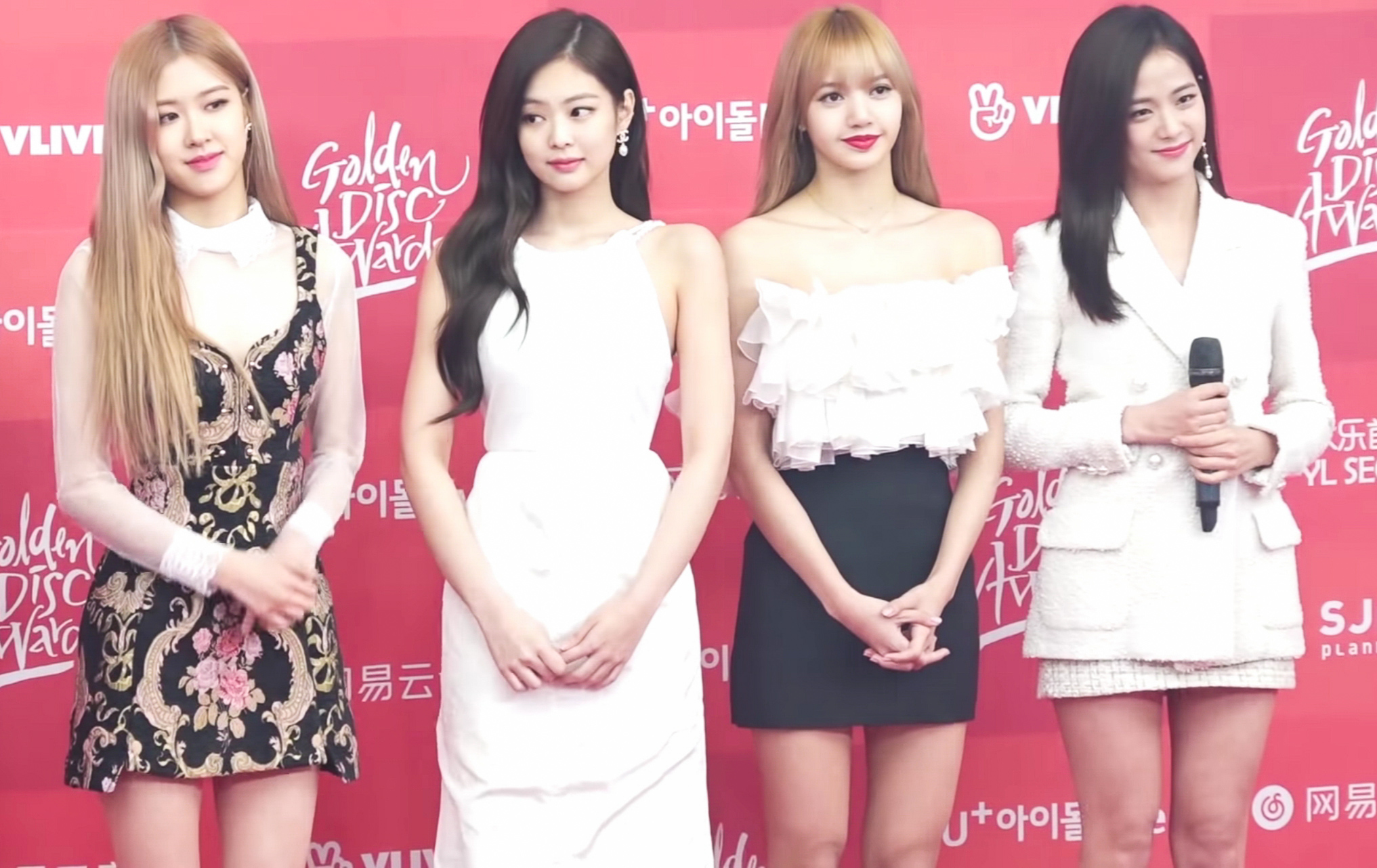
Blackpink на Golden Disc Awards, январь 2019

3 января 2019 года было объявлено, что Blackpink выступят 12 и 19 апреля на ежегодном музыкальном фестивале Коачелла. Помимо того, что выступление ознаменует их американский дебют, они станут первой женской корейской группой, выступившей там. Также было анонсировано, что группа также проведёт концерты в Северной Америке, Австралии и странах Европы в рамках мирового тура на пару месяцев.
5 апреля состоялся релиз второго мини-альбома Kill This Love. За первые 24 часа с момента релиза видеоклип на одноимённый сингл набрал более 56 миллионов просмотров, что стало абсолютным рекордом на YouTube и побило рекорд американской певицы Арианы Гранде с «Thank U, Next».

### 2020—2021:The Albumи The Show

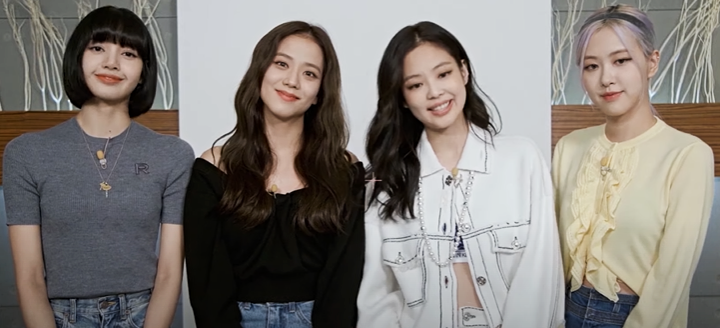
Blackpink в 2020 году.

22 апреля 2020 года было подтверждено, что Blackpink примут участие в шестом студийном альбоме Леди Гаги; композиция «Sour Candy» была выпущена 28 мая в качестве промо-сингла. В «горячей сотне» США песня дебютировала на 33 месте, став 25 синглом Гаги в топ-40 чарта, а для группы — первым, также став рекордом в их карьере и лучшим результатом среди женских корейских групп. В Великобритании композиция стала первой для Blackpink, вошедшей в топ-20 синглового чарта.
18 мая YG Entertainment объявил, что в июне группа выпустит предрелизный сингл, а следующий выйдет между июлем и августом; оба трека войдут в предстоящий полноформатный корейский альбом. 1 июня также последовало заявление о том, что после выпуска альбома будут представлены сольные проекты Джису, Розэ и Лисы; сольный проект Розэ будет выпущен первым. 13 июня был выпущен тизер реалити-шоу «24/365 с BLACKPINK», которое рассказывает о подготовке девушек к камбэку и об их повседневной жизни. 26 июня был выпущен цифровой сингл «How You Like That», видеоклип на который побил пять рекордов Гиннесса, а сама песня успешно показала себя в музыкальных чартах Кореи, и стала пятым синглом группы, попавшим в сингловый чарт США. На MTV Video Music Awards сингл одержал победу в номинации «Песня лета», сделав Blackpink первым корейским женским артистом, выигравшим на данной премии. 23 июля был анонсирован сингл «Ice Cream», записанный при участии Селены Гомес; выход состоялся 28 августа. За первые сутки клип набрал свыше 79 миллионов просмотров, что стало лучшим результатом для коллабораций в истории YouTube и вторым лучшим результатом в карьере группы после «How You Like That» (набрал 86,3 миллиона просмотров). «Ice Cream» дебютировала на 13 месте в «горячей сотне», став самой успешной песней коллектива в данном чарте.
2 октября был выпущен первый корейский студийный альбом The Album и сингл «Lovesick Girls». The Album дебютировал на 2 строчке в альбомном чарте США и альбомном чарте Великобритании, сделав Blackpink первым в истории корейским женским артистом, попавшим в топ-3 данных чартов. В Корее через день после старта продаж количество проданных физических копий составило 590 тысяч, что стало рекордом среди женских корейских групп как за день, так и за неделю. За первый месяц было продано свыше 1,2 миллиона экземпляров, и Blackpink стали первой корейской женской группой в истории, достигшей этого результата.
14 октября на Netflix состоялась премьера документального фильма «Blackpink: Озаряя небо», где рассказывалось о предебютных днях участниц, их жизни вне камер, а также были включены интервью. 21 октября коллектив выступил на шоу «Доброе утро, Америка» и «Джимми Киммел в прямом эфире» в рамках промоушена «Lovesick Girls». 27 декабря Blackpink проведут онлайн-концерт THE SHOW на YouTube. 3 декабря Variety назвало Blackpink «Группой года», и девушки стали первой женской группой в истории, удостоившейся данного звания от издания.
2 декабря Blackpink объявили о проведении первого онлайн концерта The Show, при поддержке YouTube/ Первоначально мероприятие планировалось провести 27 декабря 2020 года, но из-за новых правил пандемии COVID-19, которые были введены в Южной Корее, оно было перенесено на 31 января 2021 года. На концерте Розэ представила трек «Gone» с её грядущего дебютного сингл-альбома R. Позже компания объявила, что подписку для просмотра шоу приобрело более 280 тысяч человек.
2 июня 2021 года Universal Music Japan объявила, что группа выпустит японскую версию The Album 3 августа. Релиз включал японские версии четырёх из восьми треков — («How You Like That», «Pretty Savage», «Lovesick Girls» и «You Never Know»). Также было объявлено, что альбом получит 12 физических версий. Альбом достиг третьего места в чарте альбомов Oricon. Для продвижения альбома они появились на японских музыкальных телевизионных программах, таких как Music Station TV Asahi. 4 августа в кинотеатрах Южной Кореи и по всему миру был выпущен документальный фильм под названием Blackpink: The Movie, который включал эксклюзивные интервью с группой, а также живые выступления с шоу и мирового тура In Your Area.

### 2022—2023:Born Pink
6 июля 2022 года YG Entertainment объявили, что Blackpink находятся на завершающей стадии записи нового альбома с планами записать музыкальное видео в середине июля и выпустить новую песню в августе. Они также подтвердили, что группа отправится в свое второе мировое турне в конце года. 12 июля YG Entertainment сообщили, что Blackpink проведет виртуальный внутриигровой концерт в PUBG Mobile с 22 по 30 июля, включая исполнение хитов группы, а также во время мероприятия впервые будет выпущен специальный трек под названием «Ready For Love». Он был выпущен полностью с анимированным музыкальным клипом 29 июля. 31 июля было объявлено, что второй студийный альбом группы, Born Pink, выйдет в сентябре, перед этим будет выпущен предварительный релиз сингла в августе, а в октябре группа начнёт мировое турне.
16 сентября 2022 года Blackpink выпустили свой второй студийный альбом Born Pink вместе с синглом «Shut Down», который возглавил Billboard Global 200 и достиг 25-го места в Billboard Hot 100. Born Pink стал первым альбомом женской K-pop группы, который был продан тиражом более двух миллионов копий. В Великобритании Born Pink также стал первым альбомом женской K-pop группы, достигшим первого места в UK Albums Chart и отметил первый раз, когда женская группа одновременно возглавила чарты альбомов в Соединённых Штатах и Великобритании со времен Destiny’s Child’s Survivor в 2001 году. По данным IFPI, альбом стал седьмым самым продаваемым в мире в течение 2022 года. В декабре, по версии журнала Time, группа была названа артистом года.
После выхода альбома, Blackpink отправились в тур Born Pink World Tour, который начался в Сеуле 15 октября 2022 года. 28 января 2023 года группа исполнила «Pink Venom» и «Shut Down» с музыкантами Готье Капусоном и Даниэлем Лозаковичем на благотворительном мероприятии Le Gala des Pièces Jaunes, организованном первой леди Франции, Брижит Макрон, в Париже. Тур продолжился в 2023 году по всей Азии, а также несколькими концертами в Мексике и Австралии. Blackpink впоследствии стали первыми корейскими артистами, которые выступили на Coachella 15 и 22 апреля и на BST Hyde Park в Лондоне 2 июля. Blackpink вернулись в тур в июле. Концерты прошли во Франции и США.
18 мая группа анонсировала рекламный сингл под названием «The Girls», который был выпущен как часть саундтрека к их мобильной игре Blackpink. На церемонии MTV Video Music Awards 2023 года Blackpink была удостоена награды «Лучшая хореография» за «Pink Venom», а также «Группа года», став второй женской группой, когда-либо получившей последнюю награду со времен TLC в 1999 году. Тур Born Pink World Tour завершился 17 сентября двумя концертами в Сеуле. К концу своего тура группа побила рекорд Spice Girls' Spice World — 2019 Tour, став самым кассовым концертным туром всех времен женской группы. В общей сложности он собрал 1,8 миллиона участников, что сделало его самым посещаемым концертным туром корейской женской группы.

### 2023 — настоящее время
В 2023 году участницы группы расторгли свои контракты с YG Entertainment на сольную деятельность, согласившись продолжать групповую под общим брендом. В течение 2024—2025 годов участницы объявили о выходе сольных альбомов: rosie у Розэ, Amortage у Джису, Alter Ego у Лисы и Ruby у Дженни. 5 февраля 2025 года вышел трейлер нового мирового тура Blackpink, который начался в том же 2025 году. Также Джису ранее намекала на то, что группа готовит новый релиз в этом же году. В дальнейшем, в мае, об этом заявляла и Лиса, которая говорила, что группа готовит к выходу в 2025 году целый альбом. В дальнейшем в YG заявили, что это будет не студийный альбом, а мини-альбом.
Намёки подтвердились летом, когда за неделю до первого концерта тура по Республике Корея в компании подтвердили, что группа представит новую песню на первом же концерте, а также заготовила новый материал для тура. Планы окончательно подтвердились 8 июля 2025 года, когда был опубликован тизер на трек «Jump», который до этого был представлен на первом концерте мирового тура Deadline World Tour в Кояне. Песня появилась на YouTube-канале группы 11 июля того же года; она записана в жанре дэнс-поп.

## Участницы

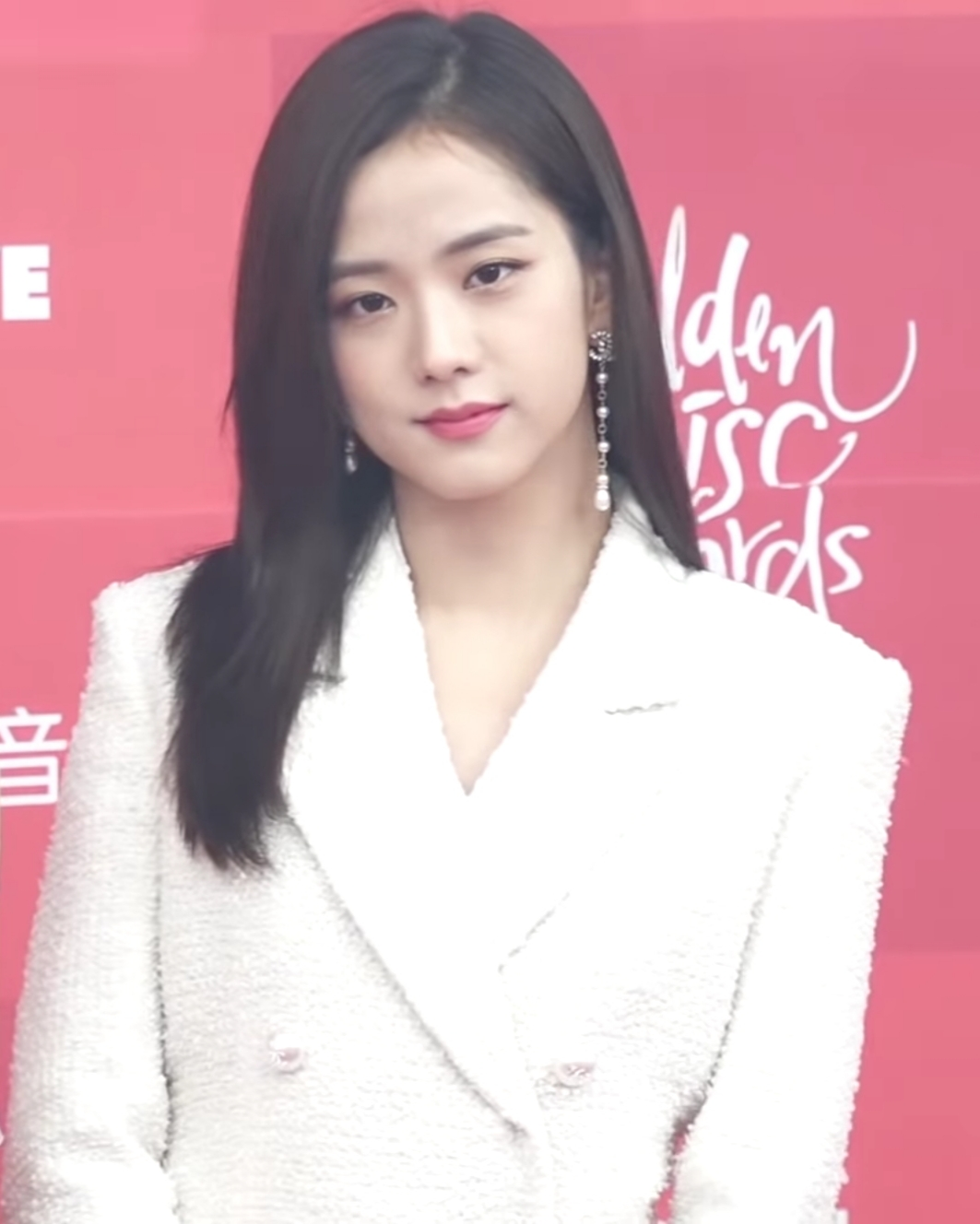
Джису
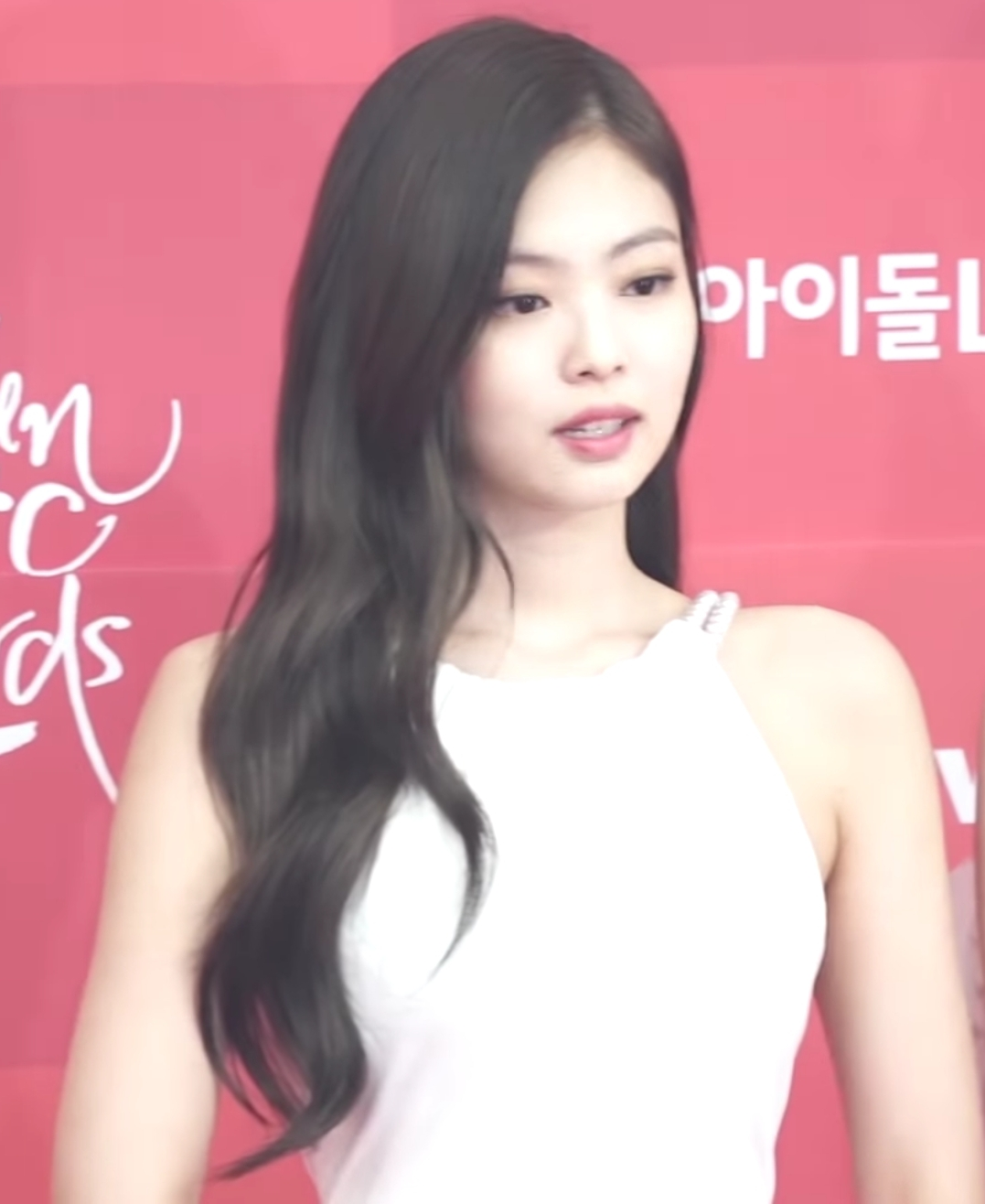
Дженни
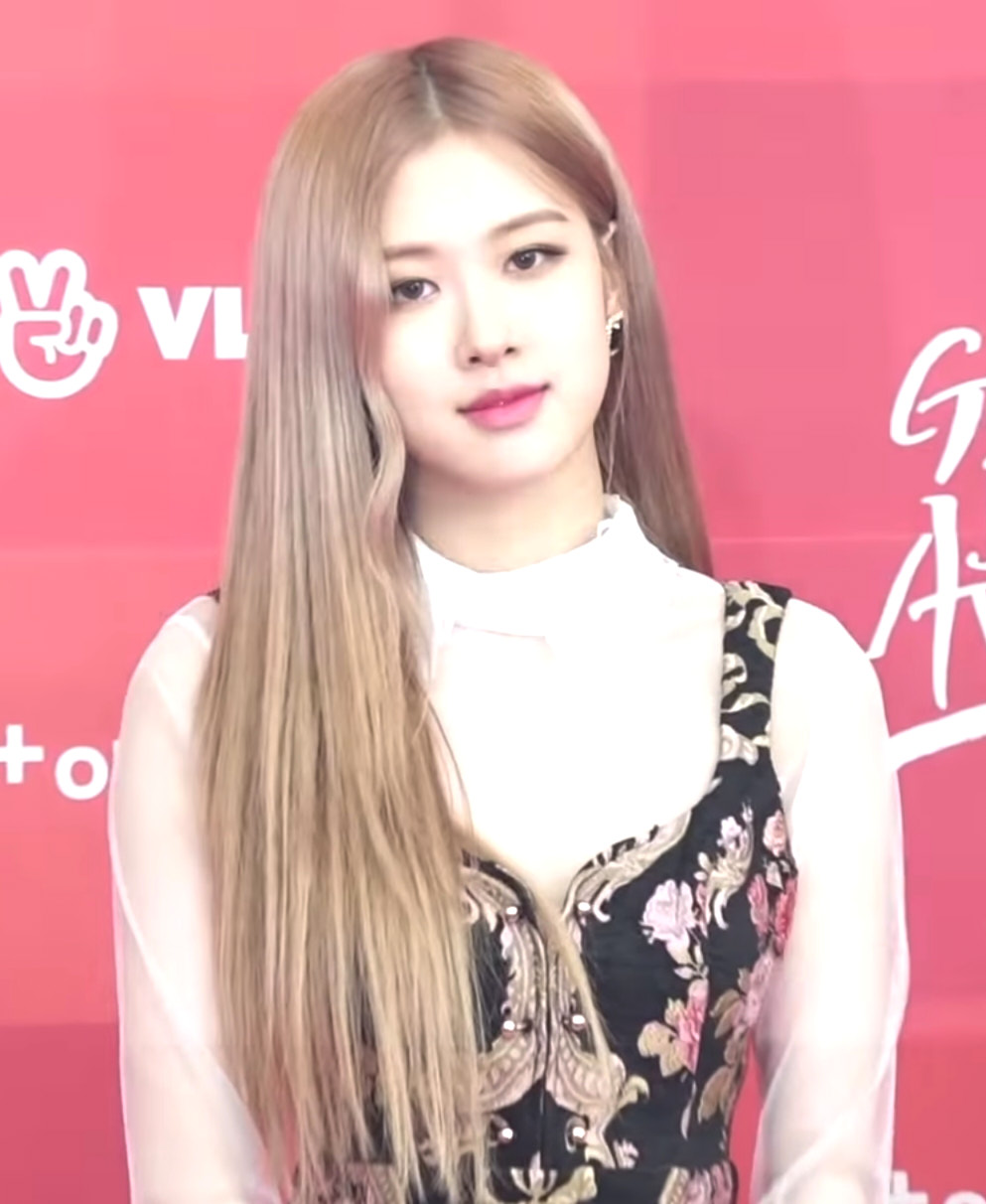
Розэ
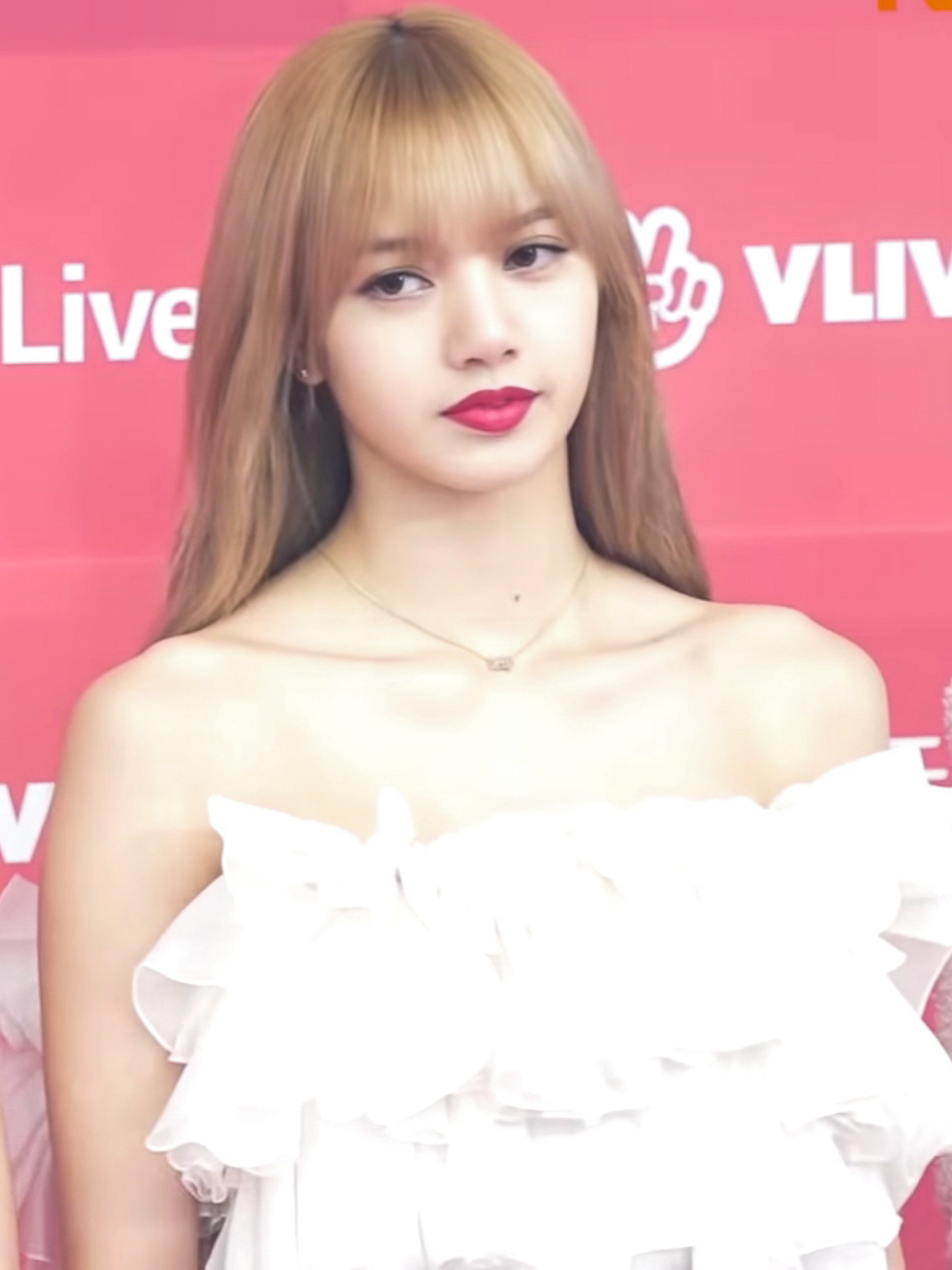
Лиса

| Сценический псевдоним | Сценический псевдоним | Настоящее имя  | Настоящее имя   | Дата рождения | Позиция в группе                     |
| Основной              | Другой                | На русском     | Хангыль/Абугида | Дата рождения | Позиция в группе                     |
| --------------------- | --------------------- | -------------- | --------------- | ------------- | ------------------------------------ |
| Джису                 | Jisoo                 | Ким Джису      | 김지수          | 03.01.1995    | Ведущая вокалистка, вижуал           |
| Дженни                | Jennie                | Ким Дженни     | 김제니          | 16.01.1996    | Главный рэпер, ведущая вокалистка    |
| Розэ                  | Rosé                  | Пак Чхэён      | 박채영          | 11.02.1997    | Главная вокалистка, ведущий танцор   |
| Лиса                  | Lisa                  | Лалиса Манобан | ลลิสา มโนบาล     | 27.03.1997    | Главный танцор, ведущий рэпер, макнэ |

## Благотворительность
8 апреля 2019 года Blackpink сделали пожертвование в размере 40 миллионов вон (примерно 35 000 долларов США) в Ассоциацию моста надежды, Национальной помощи в случае стихийных бедствий для жертв лесного пожара Сокчхо в Южной Корее.

## Рекламные бренды и влияние
В мае 2017 года Blackpink стали послом главной таможни Инчхона. Группа сотрудничала с нескольками высококачественными брендами, в том числе: Puma, Reebok, Louis Vuitton, Dior Cosmetics, Moonshot, St. Scott London, Shibuya 109, Tokyo Girls Collection x CECIL McBEE, и Sprite Korea.
28 июля 2018 года группа заняла первое место по репутации бренда на основе анализа Корейского научно-исследовательского института репутации.
В ноябре 2018 года, Blackpink стали региональными послами бренда на Сингапурской электронной торговой площадки, Shopee.
Forbes Korea Power Celebrity назвал их самыми влиятельными знаменитостями Кореи в 2019 году. Группа также входила в состав делегации от Южной Кореи на саммите ООН по климату в этом же году.

## Дискография
| - The Album (2020) - Born Pink (2022) - Square Up (2018) - Kill This Love (2019) | - Blackpink In Your Area (2018) - Blackpink (2017) |  |

## Фильмография
- Blackpink House (2018, Vlive / YouTube / JTBC2)
- YG Future Strategy Office (2018, Netflix)
- Blackpink X Star Road (2018, Vlive)
- Blackpink Diaries (2019, Vlive / YouTube)
- 24/365 with Blackpink (2020, YouTube)
- Blackpink: Озаряя небо (2020, Netflix)
- Blackpink: The Movie (2021)

## Концерты и туры

### Хэдлайнеры тура
- Blackpink Arena Tour (2018)
- In Your Area World Tour (2018—2020)
- Born Pink World Tour (2022—2023)
- Deadline World Tour (2025 — н. в.)

### Хэдлайнеры концерта
- Blackpink Japan Premium Debut Showcase (2017)
- Livestream Concert: The Show (2021)